# Joan McCall

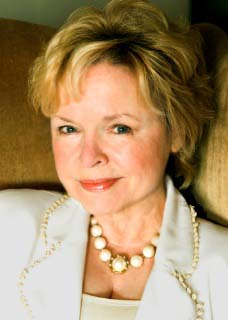
Joan McCall (2009)

Joan McCall (* 31. Januar 1943 im Carter County, Kentucky; † Mai 2023) war eine US-amerikanische Theater- und Filmschauspielerin, Drehbuchautorin, Filmproduzentin, Hörfunkmoderatorin und Science-of-Mind-Ministerin. Für die Filmindustrie stand sie in den mittleren 1970er Jahren vor der Kamera, wechselte später allerdings hinter die Kulissen. Sie trat als Drehbuchautorin auch unter dem Namen Joan Pommer in Erscheinung und schrieb in den 1980er Jahren über 250 Skripte. Des Weiteren wirkte sie in entscheidenden Funktionen an Filmproduktionen mit.

## Leben
McCall wurde am 31. Januar 1943 im Carter County, nach anderen Angaben im Jahr 1948 oder 1957, geboren. Sie machte ihren Bachelor of Fine Arts in Kunst und Theater am Berea College. Nach ihrem Abschluss wirkte sie in Theaterstücken am Broadway mit. Sie erweiterte ihre Schausspielkenntnisse in Schauspielschulen in New York City von Lee Strasberg. Nach ihrem Umzug nach Los Angeles erhielt sie Schauspielunterricht von Charles Conrad. Sie ist mit dem Filmschaffenden David Sheldon verheiratet. Die beiden lernten sich am Gateway Playhouse in Bellport kennen. Sie moderierte regelmäßig die Sendung Sears Radio Theatre bei CBS. Zusammen verfassten sie den Roman When I Knew Al: The Untold Story of Al Pacino.
Sie debütierte als Filmschauspielerin in kleineren Rollen 1974 in den Filmen Kleine Teufel und City Monster. 1976 übernahm sie neben einer Nebenrolle in Projekt Kill – Ein Mann will raus auch die weibliche Hauptrolle der Allison Corwin in dem Tierhorrorfilm Grizzly. Aufgrund ihrer Einschätzung, dass es für Frauen einen Mangel an guten Filmrollen geben würde, beschloss sie als Autorin anspruchsvolle Rollen für Frauen zu schreiben. Sie schrieb in den 1980er Jahren mehrere Episoden der Fernsehserien Zeit der Sehnsucht, Divorce Court und California Clan. Außerdem schrieb sie 1983 das Drehbuch zu Grizzly II: Revenge, dem Nachfolger des 1976 erschienenen Grizzly, in dem sie die weibliche Hauptrolle innehatte. Aufgrund finanzieller Probleme erschien der Film erst 2020. Sie produzierte 1999 den Film Grizzly Adams, in dem erneut ein Grizzlybär die Menschen terrorisiert. 2006 folgte mit Jaws with Claws eine Dokumentation zum Film Grizzly von 1976. 2007 war McCall als Produzentin an Lady Samurai beteiligt.
Sie war Ministerin der Organisation Religious Science und diente bis Januar 2011 als spirituelle Leiterin des Creative Arts Center for Spiritual Living (CACSL) in Los Angeles.

## Filmografie (Auswahl)

### Schauspiel
- 1974: Kleine Teufel (Peopletoys)
- 1974: City Monster
- 1976: Projekt Kill – Ein Mann will raus (Project: Kill)
- 1976: Grizzly

### Drehbuch
- 1980–1981: Zeit der Sehnsucht (Days of Our Lives, Fernsehserie, 39 Episoden)
- 1981: Another World (Fernsehserie, 4 Episoden)
- 1982: Search for Tomorrow (Fernsehserie)
- 1983: … und wenn der letzte Reifen platzt (Heart Like a Wheel )
- 1984: Capitol (Fernsehserie)
- 1984: Divorce Court (Fernsehserie, 25 Episoden)
- 1985: California Clan (Santa Barbara, Fernsehserie, 39 Episoden)
- 2020: Grizzly II: Revenge (Grizzly II: The Predator)

### Produktion
- 1999: Grizzly Adams
- 2006: Jaws with Claws (Dokumentation)
- 2007: Lady Samurai

## Theater (Auswahl)
- A Race of Hairy Men, Regie: Evan Hunter
- Barefoot in the Park, Regie: Mike Nichols
- The Star-Spangled Girl, Regie: Neil Simons

## Werke
- When I Knew Al: The Untold Story of Al Pacino, Harbor House, 30. November 2005, ISBN 978-1891799310